# Abadía de San León
La Abadía de San León (en inglés: Saint Leo Abbey) es un monasterio benedictino situado en Saint Leo, Florida, Estados Unidos.
La Abadía de San León, en el Condado de Pasco, Florida, remonta sus orígenes a 1882 cuando el juez Edmund F. Dunne fundó la Colonia Católica de San Antonio. Enviado por el Archiabad Bonifacio Wimmer, Padre Gerard Pilz, OSB, llegó en 1886 como el primer benedictino de Florida. Fue enviado a la Florida en respuesta a una solicitud del Obispo John Moore de St. Augustine por un sacerdote de habla alemana para servir a la creciente población alemana inmigrante de la colonia.